# Lubow Bruletowa
Lubow Aleksandrowna Bruletowa (ros. Любовь Александровна Брулетова, ur. 17 września 1973) – rosyjska judoczka. Srebrna medalistka olimpijska z Sydney i odpadła w eliminacjach w Atenach 2004.
Zawody w 2000 były jej pierwszymi igrzyskami olimpijskimi, brała również udział w igrzyskach w 2004. Po medal sięgnęła w wadze ekstralekkiej, do 48 kilogramów. Była trzykrotną medalistką mistrzostw Europy (złoto w 2003, srebro w 2000, brąz w 1999). Zdobyła szereg medali na mistrzostwach kraju, w tym siedmiokrotnie zostawała mistrzynią w rywalizacji seniorów.